# Спомен-костурница палим борцима и жртвама фашизма (Обреновац)
Спомен-костурница палим борцима и жртвама фашизма налази се у Градском парку у центру Обреновца, у непосредној близини зграде Градске општине Обреновац. Свечано је откривена октобра 1954. године. Аутори споменик-костурнице су архитекта Братислав Стојановић и вајар Милован Крстић.
Састоји се од два бетонска обелиска на којима су исписане године 1941. и 1945, између којих је бетонски зид на чијој се предњој страни налази бронзани рељеф са мотивима из Народноослободилачке борбе. Лево и десно од спомен-костурнице налазе се бронзане фигуре мушкарца и жене. У крипти спомен-костурнице налазе се посмртни остаци 27 погинулих бораца Посавског партизанског одреда, међу којима су посмртни остаци тројице народних хероја — Владе Аксентијевића, Боре Марковића и Милета Манића Албанте.
У непосредној близини спомен-костурнице, у Градском парку, налази се пет спомен-бисти — првоборца Милосава Јовановића Пулајца (1900—1942) и народних хероја Владе Аксентијевића (1916—1942), Боре Марковића (1907—1941), Милета Мандића Албанте (1901—1942) и Милорада Петровића (1903—1942), које су подигнуте октобра 1969. поводом двадесетпете годишњице ослобођења Обреновца и обележавања педесете годишњице оснивања Комунистичке партије Југославије.